# Eduowie

Tereny zajmowane przez Eduów (kolor czerwony). Kolorem brązowym i różowym oznaczono terytoria plemion sprzymierzonych i podporządkowanych. Kolorem szarym oznaczono terytoria plemion wrogich.

Eduowie (łac. Aedui lub Haedui) – jedno z najpotężniejszych plemion celtyckich zamieszkujących Galię, głównie tereny między Loarą i Saoną (tereny dzisiejszej Burgundii). Ich głównym ośrodkiem było Bibracte. 
W II wieku p.n.e. byli sojusznikami Rzymu, w 121 p.n.e. zwrócili się o pomoc do Rzymian przeciwko Arwernom i Allobrogom. W 58 p.n.e., podczas wojen galicyjskich wódz Eduów Dumnoryks wystąpił przeciwko Cezarowi. W 52 p.n.e. plemię przyłączyło się do powstania Wercyngetoryksa, w którym zostało pokonane. Ich ziemie zostały włączone do prowincji Gallia Lugdunensis.
W okresie cesarstwa Eduowie mieli uprzywilejowane stanowisko wśród plemion Galii oraz jako pierwsi z ludów barbarzyńskich zdobyli prawo zasiadania w senacie.